# The Novas
The Novas waren eine 1964 gegründete US-amerikanische Surf-Rock-Band aus Minnesota.

## Geschichte
Nach einigen erfolgreichen Auftritten in lokalen Clubs und Erfolgen bei einem Talentwettbewerb gewann die Band eine Aufnahmesession in dem neu errichteten Dove Recording Tonstudio in Minneapolis. In der Folge bekam die Band einen Plattenvertrag bei Parrot Records und landete mit The Crusher einen Hit der bis auf Platz 88 der Charts steigen konnte. Der Song zu Ehren des Wrestlers Reginald Lisowski wurde unter anderem von Hasil Adkins und den Cramps gecovert.
Bei einem Auftritt 1965 auf dem Campus der University of Minnesota wurden vom Sicherheitsdienst alkoholische Getränke auf der Bühne bemerkt. Die damals noch minderjährigen Mitglieder der Band wurden darauf von der Polizei ins Gefängnis gebracht. In der Folge musste Owens auf Anweisung seiner Eltern die Band verlassen. Weitere Auftritte blieben zunächst aus.
2007 kam es in Medina (Minnesota) zu einer Reunion im Rahmen einer Hall of Fame–Show.

## Diskografie
- 1964: The Crusher / Take 7
- 1965: Novas Coasters / On the Road Again
- 1999: The Crusher / Take 7 / On the Road Again / My Sin Is My Pride (7" EP mit zwei unveröffentlichten Demo-Titeln)